# Adelowalkeria wardii
Adelowalkeria wardii är en fjärilsart som beskrevs av Jean Baptiste Boisduval 1871/72. Adelowalkeria wardii ingår i släktet Adelowalkeria och familjen påfågelsspinnare. Inga underarter finns listade i Catalogue of Life.